# 금성초등학교 (경기)
금성초등학교는 대한민국 경기도 김포시 하성면 마조리에 있는 공립 초등학교이다.

## 학교 연혁
- 1934년 4월 16일 하성공립보통학교 부설 후평간이학교 설립인가
- 1944년 4월 1일 하성공립국민학교 후평분교장으로 개편
- 1955년 3월 11일 목조 평가 10 교실 준공(마조리 434번지)
- 1955년 4월 1일 후평리 구 교사로부터 현위치 신축교사로 이전
- 1955년 8월 5일 금성국민학교로 승격
- 1955년 11월 25일 금성국민학교 개교식 거행
- 1955년 11월 25일 초대 권이강 교장 취임
- 1956년 3월 13일 제1회 졸업식 거행(73명 졸업)
- 1979년 10월 28일 본관 개축(11개 교실)
- 1981년 3월 1일 병설유치원 개교
- 1986년 5월 10일 본관 전면 스탠드 석조 개축
- 1987년 10월 10일 숙직실 1동 준공 (9월 8평)
- 1990년 10월 20일 체육창고 겸 구령대 준공
- 1992년 9월 23일 테니스장 준공
- 1996년 3월 1일 금성초등학교로 교명 변경
- 1996년 9월 1일 교실조명 개량 및 전기난방 시설
- 1997년 5월 10일 3개교실 및 수세식 화장실 준공
- 1997년 10월 29일 도지정 인성교육 시범학교 운영보고회
- 1998년 3월 1일 병설유치원 - 김포시교육청 <종일반 운영시범> 지정
- 1998년 5월 23일 제27회 전국소년체전 <테니스> 동메달(단체 3위)
- 1998년 9월 10일 급식실 보수공사
- 1998년 12월 30일 학교환경개선 특별사업 준공
- 1998년 12월 31일 경영 우수교 표창(경기도교육감)
- 2000년 11월 30일 사택 3동 정비 및 운동장 스탠드 공사
- 2001년 5월 19일 교문 교체 공사
- 2001년 10월 25일 제25회 회장배 쟁탈 학교대항 테니스 대회 준우승
- 2001년 12월 6일 다목적 교실 준공식 및 연화봉 축제
- 2002년 1월 12일 운동장 야간 조명 시설
- 2003년 12월 2일 인라인 스케이트장 개장
- 2004년 10월 2일 운동장 급수대 기초 및 배관공사
- 2006년 11월 13일 급식소 개축
- 2007년 1월 16일 잔디 운동장 조성
- 2007년 1월 22일 도서실 현대화 사업
- 2008년 12월 1일 샛별 보육교실 1학급 개원
- 2008년 12월 22일 테니스장 현대화 사업(코트 3면 및 야간조명 설치)
- 2009년 2월 12일 야외교실 개장
- 2009년 8월 31일 중앙현관 및 유치원 복도 리모델링
- 2009년 9월 1일 종일돌봄교실 개관
- 2010년 3월 8일 금성초 학교버스 운행 개시
- 2010년 9월 16일 Wee클래스 상담교실 개관
- 2011년 10월 21일 유치원 놀이시설 설치
- 2012년 10월 20일 교사동 창문 교체
- 2013년 7월 30일 교실 출입문, 복도 환경 개선 사업
- 2014년 2월 14일 제59회 졸업식(누계: 3,638명)
- 2014년 3월 3일 시업식 및 입학식
- 2014년 3월 3일 2014 도지정 교과특성화, 주제 체험 학습장 운영
- 2014년 9월 1일 제18대 김순옥 교장선생님 취임

## 참고 자료
- 금성초등학교 - 한국교육학술정보원 학교알리미